# Asperup Sogn

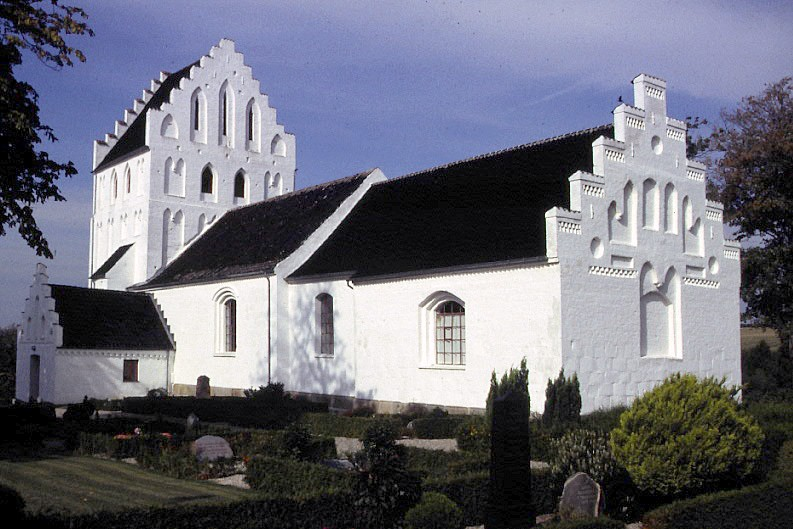
Asperup Kirke

Asperup Sogn ist eine Kirchspielsgemeinde (dän.: Sogn) im südlichen Dänemark. Bis 1970 gehörte sie zur Harde Vends Herred im damaligen Odense Amt, danach zur Nørre Aaby Kommune im Fyns Amt, die im Zuge der  Kommunalreform zum 1. Januar 2007 in der „neuen“  Middelfart Kommune in der Region Syddanmark aufgegangen ist.
Im Kirchspiel leben 1584 Einwohner (Stand:1. Januar 2023). Im Kirchspiel liegt die Kirche „Asperup Kirke“.
Nachbargemeinden sind im Osten Brenderup Sogn, im Südosten Indslev Sogn, im Süden Nørre Aaby Sogn und im Westen Roerslev Sogn.